# Poddymin
Poddymin [pɔdˈdɨmin] (tiếng Đức: Eichfeuer) là một ngôi làng thuộc khu hành chính của Cảnh sát Gmina, thuộc Hạt Cảnh sát, West Pomeranian Voivodeship, ở phía tây bắc Ba Lan, gần biên giới Đức. Nó nằm khoảng 17 kilômét (11 mi) phía tây của Cảnh sát và 25 km (16 mi) phía tây bắc của thủ đô khu vực Szczecin.
Trước năm 1945, khu vực này là một phần của Đức. Đối với lịch sử của khu vực, xem Lịch sử của Pomerania.